# Nenäsaaret (ö i Södra Karelen)
Nenäsaaret är en ö i Finland. Den ligger i sjön Saimen och i kommunerna Savitaipale och Sankt Michel och landskapen  Södra Karelen och Södra Savolax, i den södra delen av landet, 200 km nordost om huvudstaden Helsingfors. Öns area är 3,5 hektar och dess största längd är 380 meter i sydöst-nordvästlig riktning.  Notera att namnet antyder att det är fråga om flera öar.